# Ehebruch (Film)
Ehebruch (Originaltitel: The Unfaithful) ist ein US-amerikanisches Kriminaldrama aus dem Jahr 1947 von Vincent Sherman mit Ann Sheridan, Lew Ayres und Zachary Scott in den Hauptrollen. Der Film wurde von Warner Bros. produziert und ist eine lose Neuverfilmung des 1940 ebenfalls von Warner produzierten Dramas Das Geheimnis von Malampur. Beide Filme basieren auf der Kurzgeschichte Der Brief von W. Somerset Maugham.

## Handlung
Chris Hunter kehrt eines Abends von einer Party zurück, während ihr Mann Bob nicht in der Stadt ist, und wird von Michael Tanner angesprochen. Es kommt zu einem Handgemenge, bei dem Chris Tanner tötet. Bob, ein Bauunternehmer, der geschäftlich unterwegs war, kommt am nächsten Morgen nach Hause und stellt fest, dass sein Haus voller Polizisten ist. Chris erzählt Lieutenant Reynolds, dass Tanner, den sie nicht kannte, ihren Schmuck verlangte und sie ihn zur Selbstverteidigung erstochen hatte.
Während Chris, Bob und ihr Anwalt Larry Hannaford zu Mittag essen, erhält Larry einen Anruf aus seinem Büro bezüglich Chris. Der Anruf führt ihn in eine schäbige Kunsthandlung, wo ihm der Händler Martin Barrow eine von Tanner geschaffene Büste von Chris zeigt. Er bietet an, sie für 10.000 Dollar zu verkaufen. Larry lehnt das Angebot wütend ab und stellt daraufhin Chris zur Rede. Chris bestreitet zunächst alles, gibt aber später zu, dass sie Tanner kennengelernt hat, als Bob während des Krieges im Ausland war. Sie erlaubte ihm, die Büste zu modellieren, beendete die Beziehung jedoch, als Tanner versuchte, sie persönlicher zu gestalten. Tanner belästigte sie dann weiter. Chris erzählt Larry, dass sie der Polizei nicht die Wahrheit preisgegeben habe, weil sie befürchtete, dass der Skandal Bobs Geschäft schaden würde. Larry rät Chris, Bob und Reynolds die Wahrheit zu sagen, doch stattdessen versucht sie, die Skulptur von Barrow zu kaufen. Barrow hat die Skulptur jedoch Tanners Frau geschenkt.
Als Larry erfährt, was Chris getan hat, wird ihm klar, dass sie eine Affäre mit Tanner hatte. Chris gibt es zu, besteht jedoch darauf, dass Tanner versucht hat, sie in der Mordnacht zu töten, und bittet Larry, ihr beim Rückkauf der Skulptur zu helfen. Tanners Frau ist fest entschlossen, Chris leiden zu lassen, und zeigt die Skulptur Bob, der zutiefst verletzt ist. Später geht Mrs. Tanner zur Polizei und beschuldigt Chris des Ehebruchs. Bob konfrontiert Chris, die zugibt, dass die Anschuldigungen wahr sind. Sie erklärt, dass sie sich erst zwei Wochen vor seiner Abreise in den Krieg kennenlernten und dass sie sich wegen ihrer Einsamkeit mit Tanner einließ. Bob lässt sich von ihrer Rechtfertigung nicht beeindrucken und beantragt die Scheidung. Wenige Augenblicke später wird Chris wegen Mordes verhaftet. Nach einem skandalösen Prozess wird Chris freigesprochen, was zum Teil auf Larrys leidenschaftliche Verteidigung zurückzuführen ist, doch Bob weigert sich immer noch, ihr zu verzeihen. Larry ermutigt das Paar, miteinander zu reden und zu versuchen, die Ehe zu retten. Als sie zustimmen, lässt er sie allein, um sich zu versöhnen.

## Hintergrund
Gedreht wurde der Film von Ende November 1946 bis Anfang März 1947 in Los Angeles (u. a. Angels Flight, Bradbury Building, Los Angeles City Hall Ambassador Hotel), am Hollywood Burbank Airport sowie in den Warner-Studios in Burbank.
Ende November 1946 stimmte die Production Code Administration (PCA) der Behandlung des Themas zu. Zwar spiele Ann Sheridan eine Ehebrecherin, die nicht bestraft werde, wie es der Hays Code vorsehe. Dennoch werde der Film zugelassen, wenn er eindeutig die Botschaft vermittele, dass eine Scheidung unerwünscht sei.
Ebenfalls im November 1946 wurde eine Verschiebung des Starttermins wegen eines Studiostreiks angekündigt.
Leo K. Kuter oblag die künstlerische Leitung. William Wallace war für das Szenenbild zuständig, William Travilla für die Kostüme. Robert Burks und William C. McGann schufen die Spezialeffekte. Musikalischer Direktor war Leo F. Forbstein.

## Veröffentlichung
Die Premiere des Films fand am 1. Juli 1947  statt. In der Bundesrepublik Deutschland kam er am 12. Oktober 1951 in die Kinos.

## Kritiken
Der Filmkritiken-Aggregator Rotten Tomatoes hat in einer Auswertung ein Publikumsergebnis von 50 Prozent positiver Bewertungen ermittelt.
Das Lexikon des internationalen Films schrieb: „Gut gespieltes, niveauvolles Kriminaldrama.“
Thomas Pyror von der The New York Times befand, Warner habe einen überdurchschnittlich guten Krimi hingelegt. Die Dinge, die offensichtlich über ein drängendes soziales Problem gesagt werden sollten, seien jedoch mit Melodramatik stark überfrachtet. Der Film kämpfe wie ein verzweifelter Preisboxer mit dem Thema übereilter Scheidungen, bringe aber nie eine aussagekräftige dramatische Aussage zum Ausdruck. Dank ungewöhnlich überzeugender Schauspielerei und geschickter Regie halte die offenkundig gekünstelte Handlung jedoch überraschend gut stand.